# Sint-Nicolaaskerk (Klein-Sinten)
De Sint-Nicolaaskerk (Frans: Église Saint-Nicolas) is een rooms-katholieke parochiekerk in de plaats Klein-Sinten, gelegen aan de Avenue de Petite-Synthe, in de gemeente Duinkerke in het Franse Noorderdepartement.

## Geschiedenis
Aanvankelijk stond hier een neoromaans kerkgebouw dat door Paul Destombes werd ontworpen en die in 1944 door oorlogsgeweld werd verwoest. Tussen 1958 en 1962 werd een nieuwe kerk gebouwd naar ontwerp van Pierre Lasnon.

## Gebouw
Het betreft een vijfhoekige bakstenen zaalkerk, voorzien van een tentdak. De losstaande klokkentoren heeft een zadeldak. Door Emile Morlais werd een Sint-Nicolaasbeeld vervaardigd.